# Lada Granta
La Lada 2190 ou Lada Granta est une berline tricorps, remplaçant les Lada Samara 2 et le trio Lada 2104/2105/2107. Sa production a été lancée à Togliatti le 29 novembre 2011.

## Des Jigouli et Samara 2 à la 2190
Produites depuis le début des années 1980, les Lada 2105 et 2107 voient leur volume de production s'effriter avec les années, malgré un prix de vente ultra-compétitif. Ce sont les voitures les moins chères du marché automobile russe, mais elles ont beaucoup vieilli, et cette ancienneté est apparemment de moins en moins acceptable pour les clients, qui préfèrent désormais des modèles plus chers mais plus modernes.
C'est dans cette logique que s'inscrit depuis 2001 la Lada Samara 2, qui n'est autre qu'une Lada Samara profondément modernisée. Arrivée en 1997 mais réellement produite depuis 2001, elle complète l'offre bas de gamme de Lada, en assurant la jointure entre les "Classica" et la Lada Kalina. Avec la crise économique qui a frappé de plein fouet le marché automobile russe, ce qui devait arriver arriva : la production des Samara 2 et des 2105/2107/2104 diminua, tant et si bien que la version break 2104 cessa d'être fabriquée en 2009 (avant de revenir sur les chaînes d'Izhmash en septembre 2010). Jusqu'à présent, c'était grâce à leur prix sans équivalent que les 2105 et 2107 étaient toujours en production, mais la crise ayant changé la donne, leur tarif a augmenté et les a placées face à des concurrentes bien plus modernes sur tous les points. Cette baisse des ventes se traduit chez Lada par l'accélération des études visant à remplacer les Jigouli et les Samara.

## Technique
Lada n'a pas attendu son partenariat avec Renault pour préparer le remplacement de ses modèles phares. Ainsi, la 2190 réutilisera la plate-forme de la Lada Kalina. Cette solution, simple et logique, présente deux avantages majeurs. D'une part, l'utilisation de cette plate-forme permet à Lada de réaliser d'importantes économies, en diminuant le nombre de bases, mais aussi parce que cela reviendra bien moins cher que d'élaborer une base entièrement nouvelle. D'autre part, fondée sur une Kalina tricorps, la 2190 sera infiniment plus moderne que les Samara et 2105. Et comme elle reviendra moins cher à produire, elle pourra être vendue moins cher, ce qui fait que l'écart de prix avec les 2105/2107 ne sera pas démesuré.

## La 2190, voiture essentielle au renouveau de Lada
Grâce à son partenariat avec Renault, Lada va entamer dans les années à venir une profonde modernisation de sa gamme. Les vieilles bases héritées des Samara et Lada 110 sont appelées à disparaitre pour être remplacées par des bases beaucoup plus modernes, dont certaines en provenance du groupe Renault. C'est dans cet objectif de modernisation de la gamme que la 2190 prend place. Elle permettra de remplacer des modèles anciens mais aussi de permettre à terme à Lada de disposer d'une gamme complètement renouvelée. Simple et abordable, la 2190 constituera donc le bas de gamme de Lada.

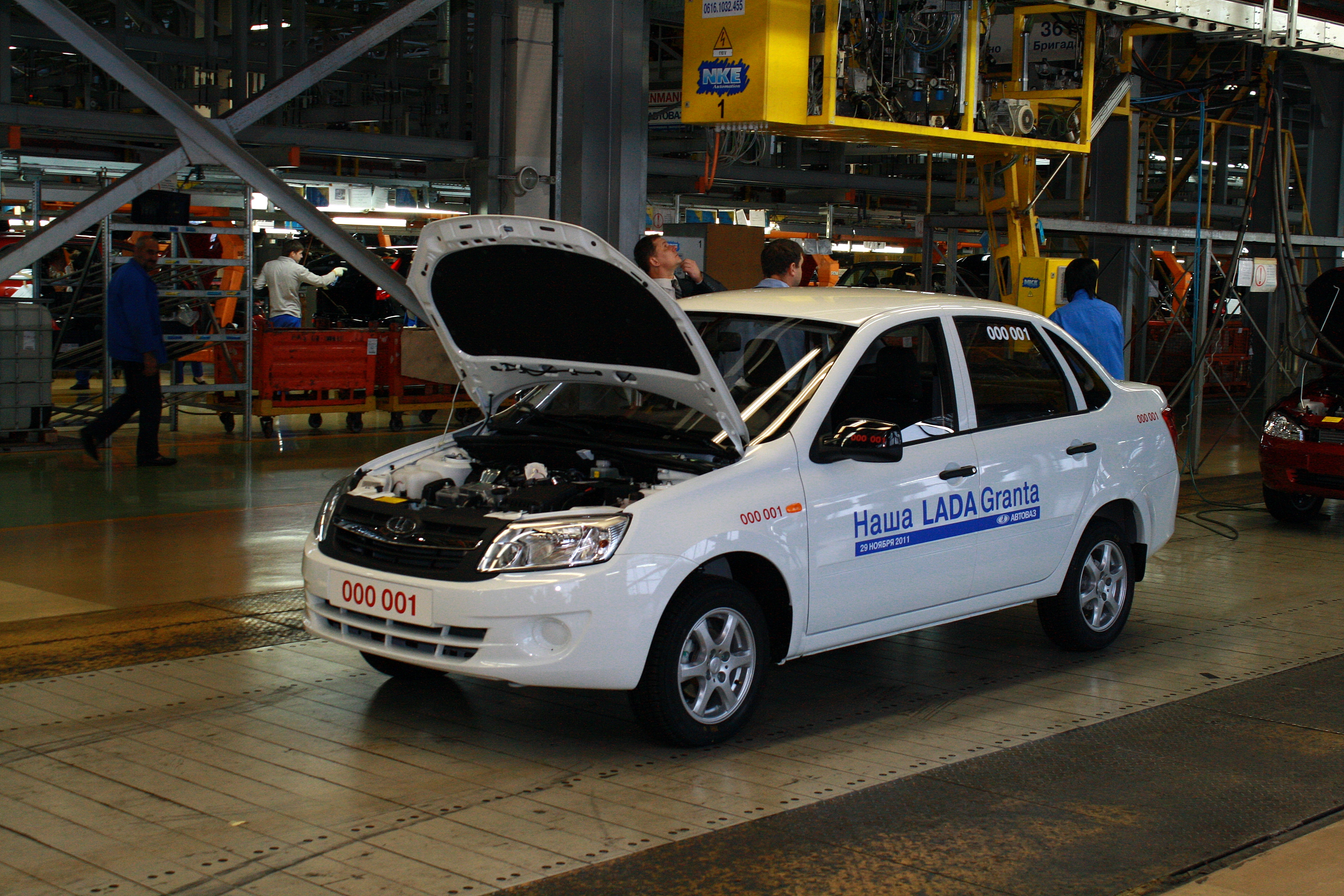
Sortie des chaînes de la première Lada Granta en novembre 2011.

## De la 2190 à la Granta
C'est au milieu de l'année 2010 que le nom commercial de la future 2190 fut choisi, au terme d'un grand concours organisé par AvtoVAZ. Le nom retenu fut « Granta ». Il s'inscrit donc dans la logique des noms à consonance slave se terminant par un "a" (comme tous les noms féminins) : Priora, Kalina, Samara.

## Le lancement
Le mercredi 11 mai 2011 marque la présentation de la toute nouvelle Lada Granta. L'auto est dévoilée sous ses trois finitions : Standard, Norma et Lux.
La version Standard se distingue déjà par l'adoption en série d'un airbag conducteur et un tarif très attractif, très proche de celui des Classica et Samara qu'elle remplacera. La Granta s'avèrera être à peine plus chère que la 2107 alors qu'elle est pourtant plus moderne ! Embarquant un 1.6 8v 80ch issu de la série 110/111/112, son prix est établi à 229 000 roubles soit environ 5 510 €.
La finition Norma (motorisée par un 1.6 8v de 90 ch) embarque quant à elle un équipement nettement plus fourni qui comprend notamment la direction assistée, des inserts gris dans l'habitacle, des vitres avant électriques, la fermeture centralisée des portes et un ordinateur de bord.
Enfin, la finition Lux, motorisée par 1.6 16v de 98ch, ajoute à l'équipement de la Norma des ceintures avant à prétensionneurs, un airbag passager, des sièges avant chauffants, des jantes en aluminium, la climatisation, l'ABS, les vitres arrière électriques et un système multimédia.
La production de la Granta fut lancée à l'usine de Togliatti le 29 novembre 2011. En novembre 2012, la marque fête la 100 000e Granta produite. La voiture est un véritable succès et se place actuellement en tête du marché automobile russe, loin devant les Lada Kalina et Lada Priora.

## 2012: la Granta Sport
En plus d'une berline hatchback prévue pour 2014, Lada a profité du Salon de Moscou 2012 pour dévoiler la Granta Sport, version sportive de la nouvelle classique. Cette finition vient promouvoir l'engagement en WTCC de la Granta et ne sera produite à qu'à cinq-cents exemplaires. Extérieurement, elle se distingue par un kit carrosserie spécifique comprenant des boucliers avant et arrière spécifiques, des jantes en aluminium et un discret becquet arrière. À l'intérieur, la sellerie enveloppante est spécifique tandis que le volant et le levier de vitesse sont gainés de cuir avec des surpiqures rouges. Dotée d'un moteur 1.6 16V atmosphérique de 120 CV, elle abat le 0 à 100 km/h en 9,5 secondes et atteint une vitesse de pointe de 197 km/h.

## Sécurité
La Granta a été testée par l'ARCAP en 2012 et a reçu deux étoiles sur quatre. La voiture testée était équipée d'un airbag Takata pour le conducteur, mais pas pour le passager. Le critère de blessure à la tête était de 522 pour le conducteur et de 880 pour le passager.
La Granta Lux a reçu trois étoiles sur quatre et 10,5 points sur 16 dans le crash test ARCAP 2015,. Le HIC était de 590 pour le conducteur et de 428 pour le passager, tandis que la compression thoracique était mesurée à 28 mm et 25 mm respectivement. La voiture a été testée avec deux airbags et des prétensionneurs de ceinture de sécurité.

## Exportations
Dès le début de l'année 2012 Lada a commencé à exporter la Granta dans les pays frontaliers avec la Russie. En novembre 2012, Lada termine la mise au point de la Granta destinée à être exportée en Europe en 2013. Elle reçoit au passage de nouveaux équipements, notamment l'ESP. La Granta sera épaulée en Europe en 2014 par la nouvelle génération de Lada Kalina, dévoilée au Salon de Moscou en 2012.
En août 2013, la Granta arrive en France où elle est disponible sur commande spéciale à un tarif de base de 9 990€.

## La Granta 5 portes
Pour succéder à la vieillissante Samara 5 portes, Lada envisage, dès le début de son développement, de doubler la future Granta d'une déclinaison hatchback 5 portes, dans le but de proposer une version non seulement moins rustique mais aussi plus adaptée aux marchés à l'export. Développée avec l'aide de Renault et exclusivement produite à l'usine d'Ijevsk, elle est dévoilée officiellement le 3 mars 2014.
Par rapport à la Granta Sedan, la déclinaison 5 portes possède une esthétique générale qui lui est propre, avec notamment une face avant redessinée (intégrant notamment de nouveaux antibrouillard, des baguettes latérales couleur carrosserie et des rétroviseurs intégrant des rappels de clignotants à LED sur la finition Lux) et une face arrière spécifique, voulue aérodynamique, ce qui permettra à la version de base Standard de se passer d'essuie glace arrière, grâce à une lunette autonettoyante. A l'image de l'extérieur, l'habitacle profite lui aussi de quelques retouches, avec notamment un nouveau levier de vitesse, une nouvelle sellerie et une isolation acoustique renforcée. L'équipement de série reste quant à lui calqué sur celui de la Granta Sedan.
La Granta Hatchback a fait son apparition dans les concessions automobile russe en mai 2014.

## Le restylage 2014

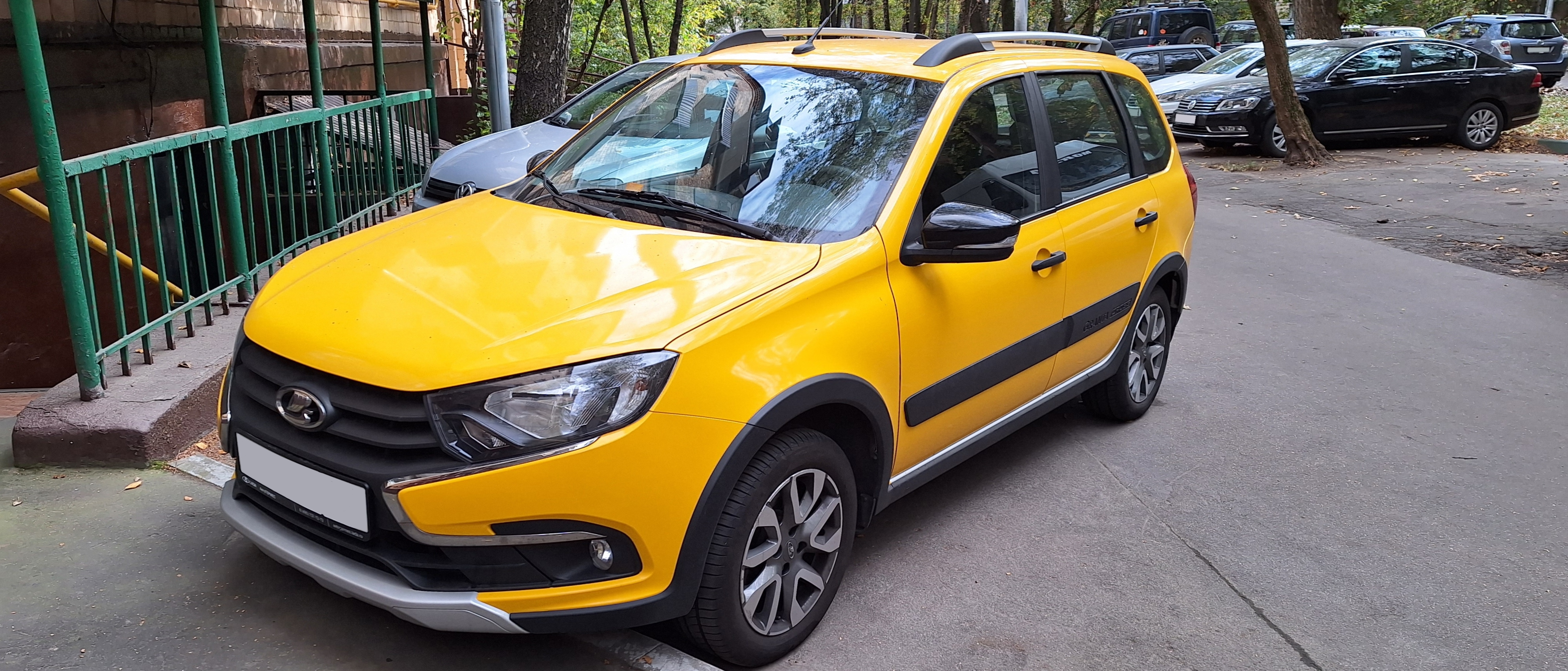
Lada Granta Cross.

Au cours de l'été 2014, la Granta 4 portes originelles est modifiée, adoptant ainsi la face avant de la nouvelle Granta 5 portes. Au passage, elle reçoit une boite pilotée AMT en décembre 2014. Réalisée par  ZF, cette nouvelle boite vient élargir l'offre de l'auto et se retrouve également sous le capot d'une autre Lada, la Priora.

## Le restylage 2018
La production de la LADA Granta restylée a débuté le 14 août 2018. Sa présentation officielle a eu lieu le 29 août 2018 lors du Salon international de l'automobile de Moscou. La plateforme technique du modèle est restée inchangée, et les modifications apportées correspondent à un typique restylage. Pour cette raison, plusieurs grands médias automobiles russes qualifient cette mise à jour de simple «restylage» plutôt que de nouvelle génération,,,. Ainsi, la famille de modèles a reçu le surnom non officiel de LADA Granta FL (abréviation de Facelift),,,, bien que le constructeur VAZ utilise officiellement l'appellation «Nouvelle LADA Granta». Les ventes ont commencé le 1ᵉʳ septembre 2018, suivies par les versions utilitaires le 25 décembre. Une version dédiée aux auto-écoles a été présentée le 8 février 2019[45].
La gamme restylée intègre désormais les carrosseries berline et liftback, ainsi qu'un hayon et un break issus de l'ancienne LADA Kalina (dont la marque a été abandonnée).
En juin 2017, la LADA Granta est redevenue le véhicule le plus vendu en Russie, une première depuis mai 2016.
Nouvelles versions en 2019:
- La Cross, version tout-terrain héritée de la Kalina Cross, proposée en trois finitions: Classic, Comfort et Luxe.
- La Drive Active, basée sur la berline en finition Comfort, se distingue par une suspension retravaillée par LADA Sport (ressorts, amortisseurs et jambes de force spécifiques), abaissant la garde au sol de 18 mm. Elle inclut des sièges sport à renforts latéraux rouges, un volant cuir, des inserts carbone au tableau de bord, un kit aérodynamique (spoiler, boucliers stylisés avec bandes rouges), des jantes exclusives et un échappement chromé inspiré de la Vesta Sport[25].

Séries spéciales en 2020:
- La #CLUB, avec une finition enrichie et des détails esthétiques revisités[26].
- La Cross Quest, reconnaissable à son toit et ses barres de toit noirs «Panthère», ses jantes assorties, une sellerie hydrofuge, des broderies «Quest» sur les sièges, un tapis de coffre anti-dérapant, des filets de chargement, des capteurs de stationnement et un pare-brise chauffant.

La filiale VIS-AVTO du groupe AVTOVAZ propose également des versions utilitaires et frigorifiques basées sur la Granta.
En 2023, le président d'AVTOVAZ, Maxim Sokolov, a annoncé le remplacement progressif de la Granta par la nouvelle LADA Iskra à partir de 2024, tout en confirmant la poursuite de sa production,,.